# Xanthophyllum brevipes
Xanthophyllum brevipes är en jungfrulinsväxtart som beskrevs av V. d. Meijden. Xanthophyllum brevipes ingår i släktet Xanthophyllum och familjen jungfrulinsväxter. Inga underarter finns listade i Catalogue of Life.